# Арцименев, Юрий Николаевич
Ю́рий Никола́евич Арцименев (род. 23 февраля 1937 года) — российский художник-миниатюрист, автор более 200 советских и российских почтовых марок, более 500 конвертов и односторонних почтовых карточек с оригинальной маркой (с 1968 года), а также первых марок некоторых постсоветских республик. Художник Издательско-торгового центра «Марка».

## Биография
Окончил Московский радиомеханический техникум, вечерние рисовальные курсы при Московском государственном академическом художественном институте имени В. И. Сурикова, вечернее отделение художественно-графического факультета Московского государственного педагогического института имени В. И. Ленина.
По окончании техникума Юрий Николаевич работал в одном из научно-исследовательских институтов, затем художником-дизайнером по разработке телевизионной техники, художественным редактором в Министерстве связи СССР, художником-графиком на художественном комбинате промышленной графики Министерства пищевой промышленности РСФСР. Был преподавателем живописи в художественных школах Москвы.

## Творчество
Ниже приведены примеры работ Ю. Арцименева в советской почтовой миниатюре, включая почтовые марки и блоки и односторонние почтовые карточки с оригинальной маркой.

Почтовые марки и блоки СССР
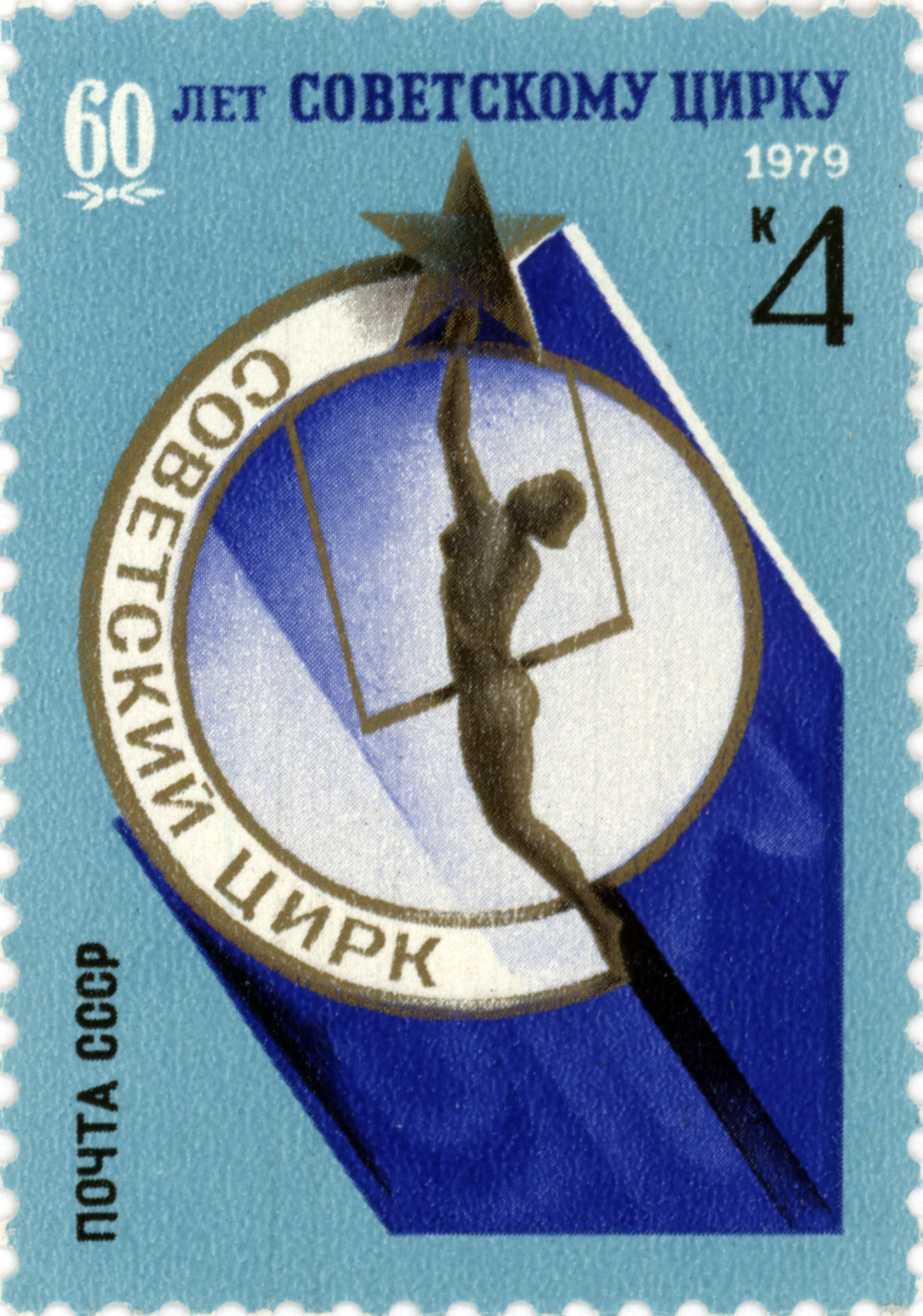
1979: 60 лет советскому цирку (ЦФА [АО «Марка»] № 5000)
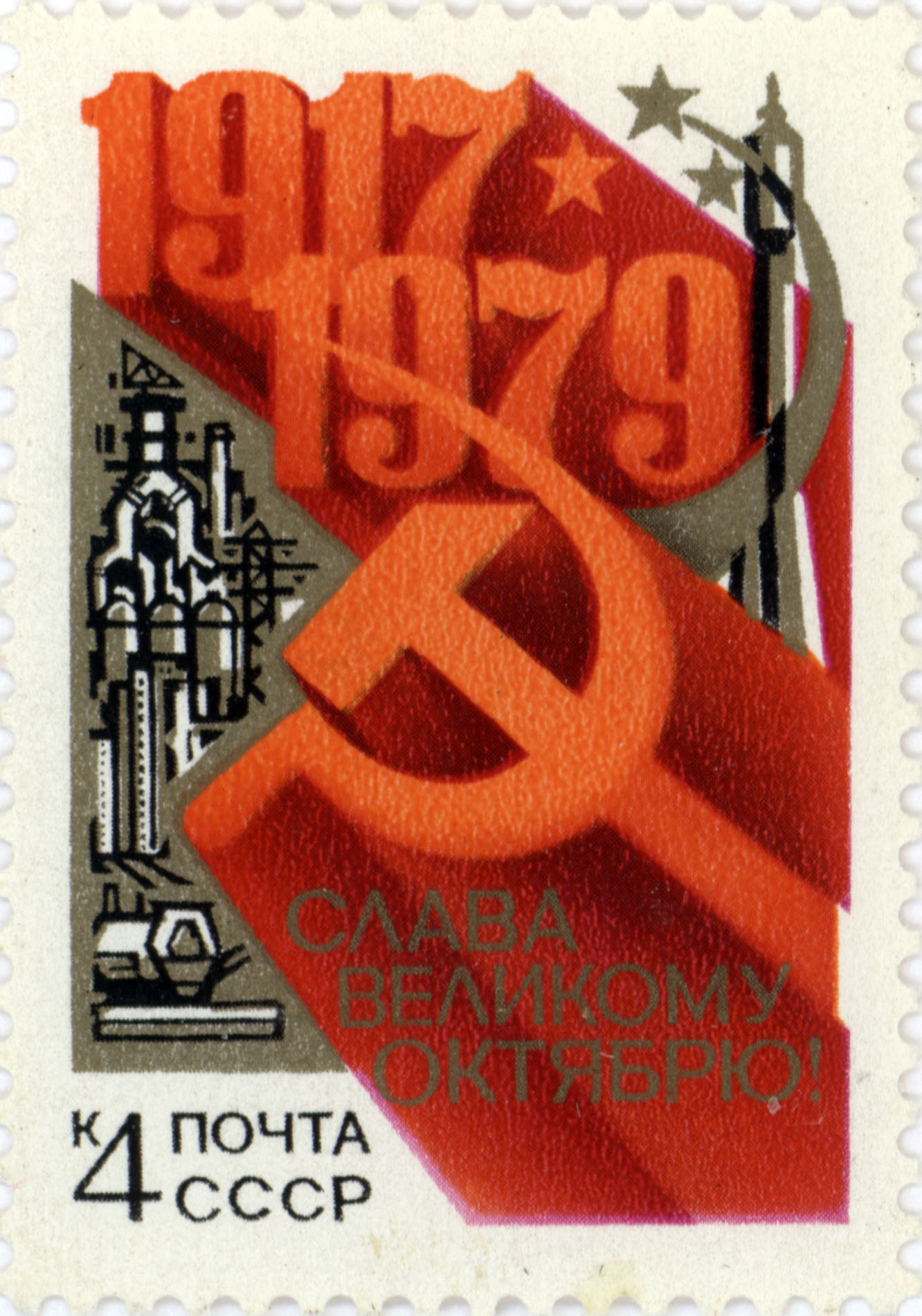
1979: 62-я годовщина Октября (ЦФА [АО «Марка»] № 5010)
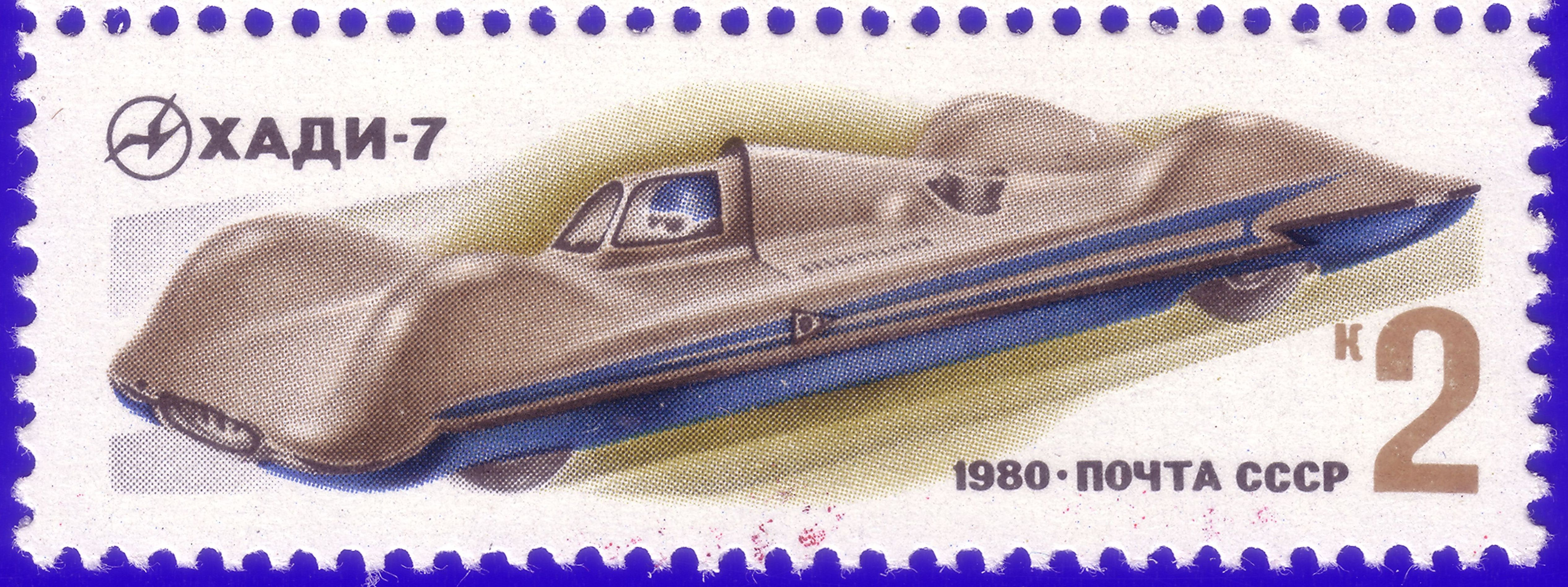
1980: гоночный автомобиль ХАДИ-7 (ЦФА [АО «Марка»] № 5100)
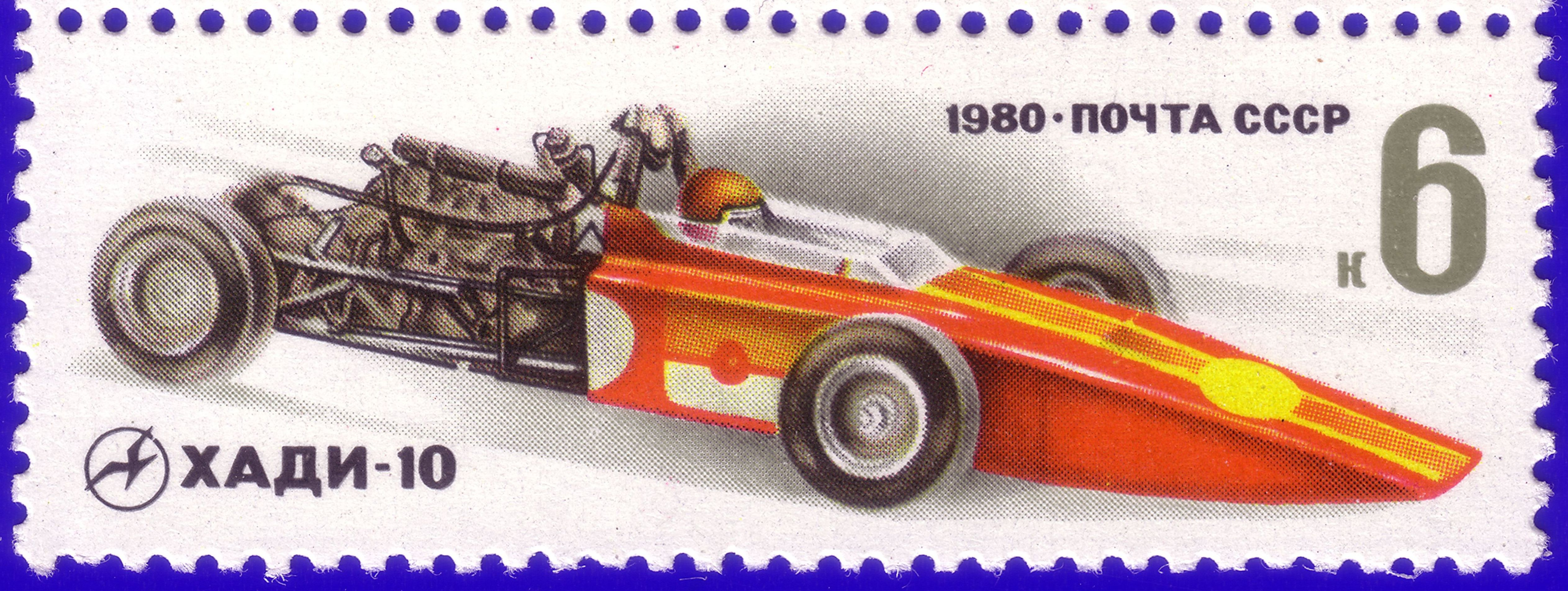
1980: гоночный автомобиль ХАДИ-10 (ЦФА [АО «Марка»] № 5101)
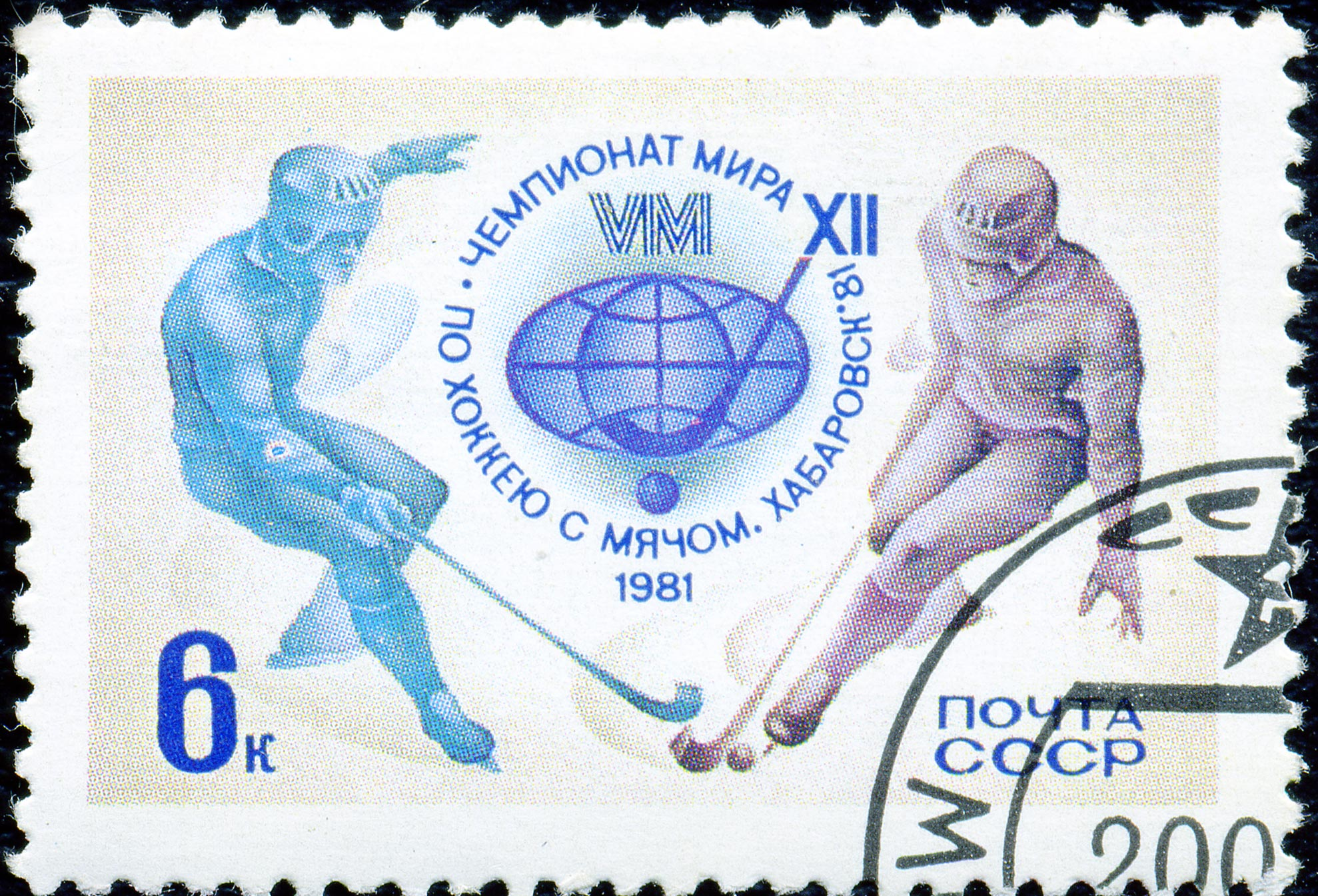
1981: чемпионат мира по хоккею с мячом (ЦФА [АО «Марка»] № 5150)
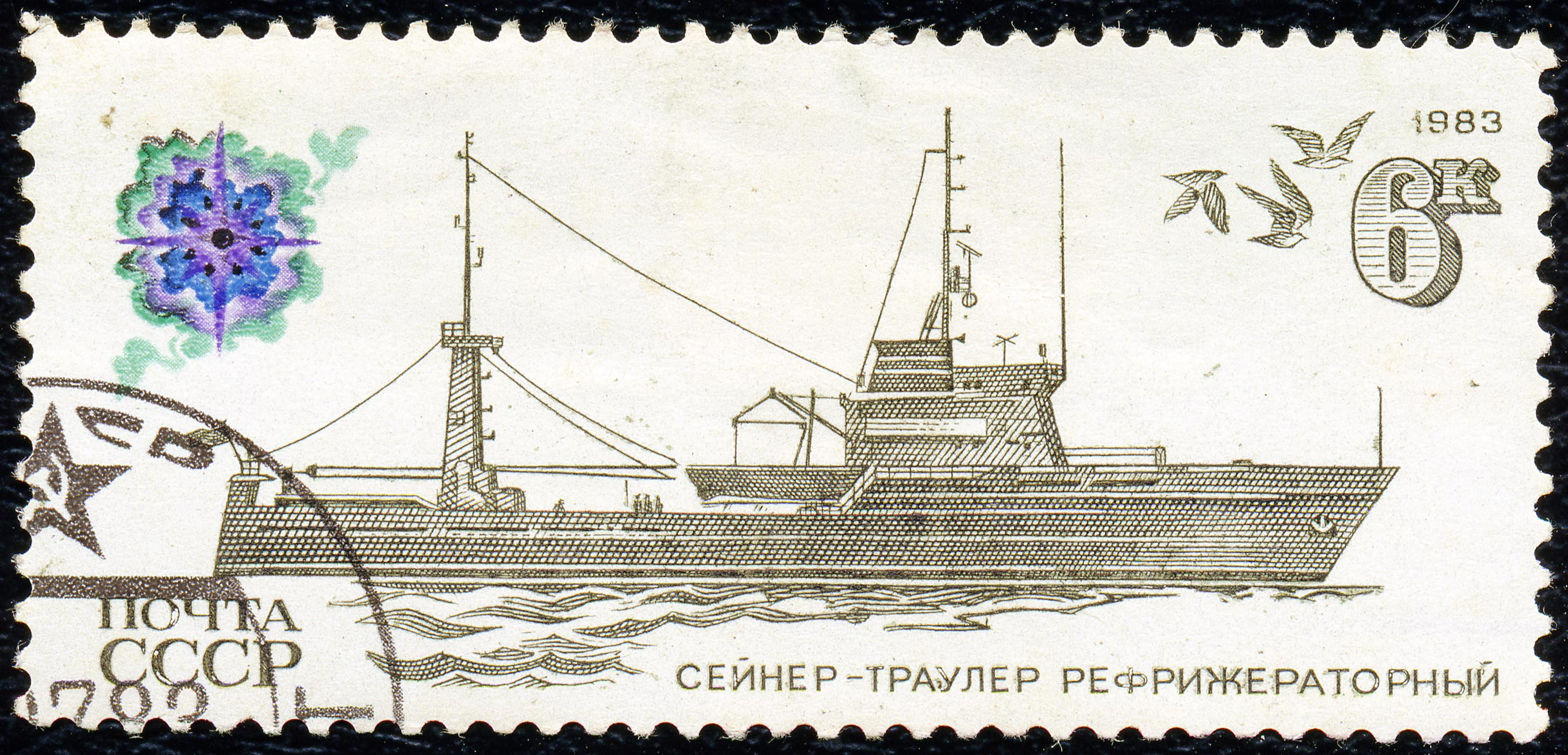
1983: сейнер-траулер рефрижераторный (ЦФА [АО «Марка»] № 5408)
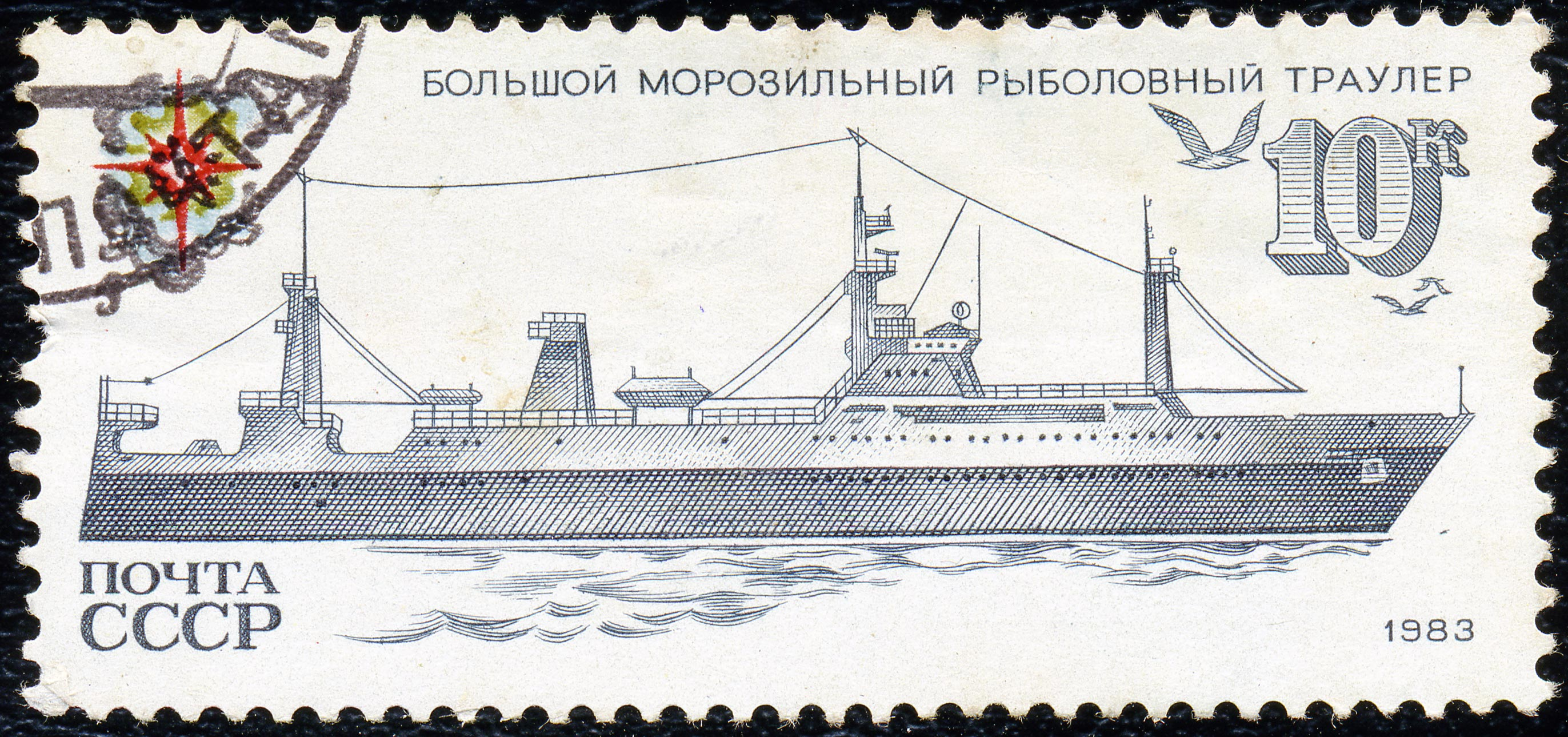
1983: большой морозильный рыболовный траулер (ЦФА [АО «Марка»] № 5409)
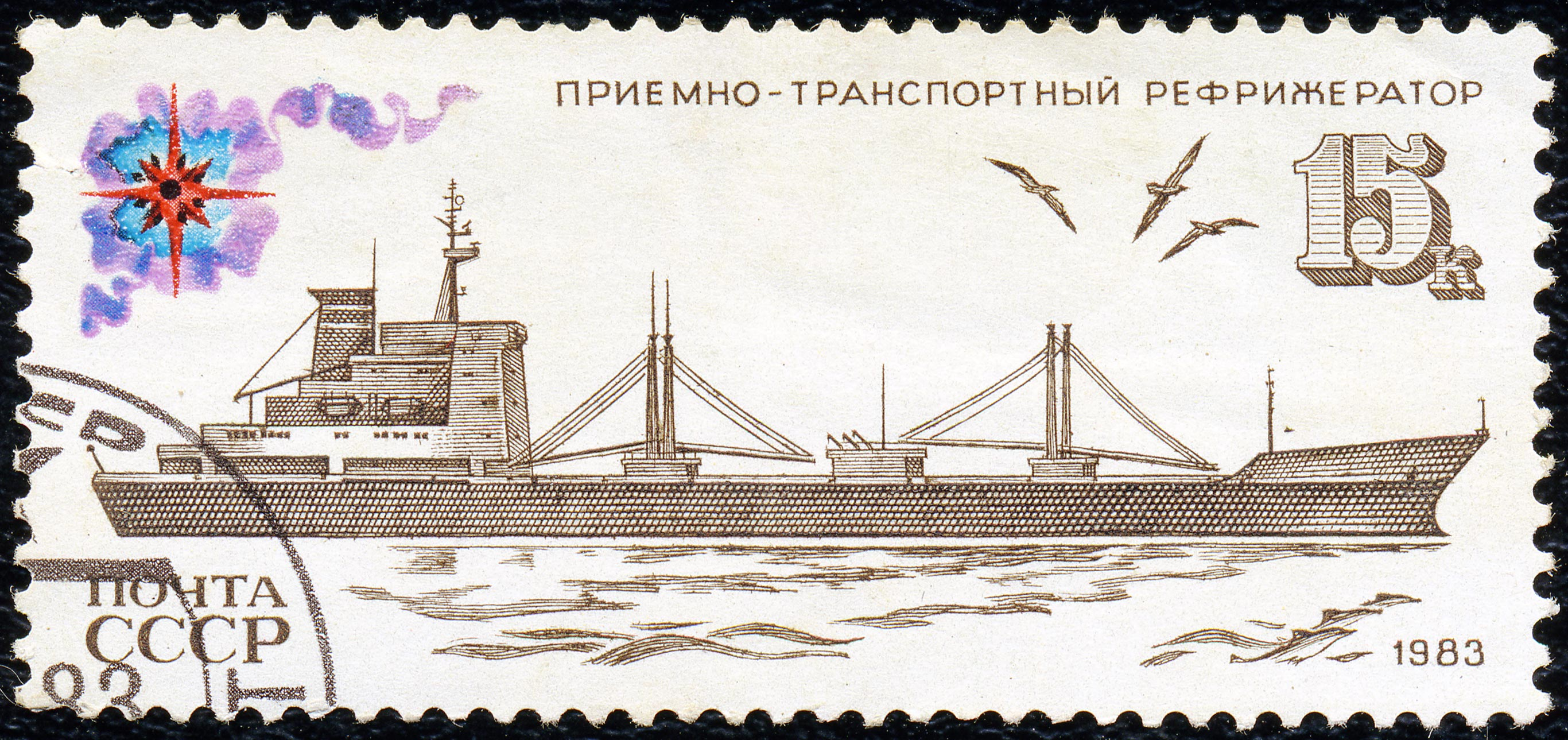
1983: приёмно-транспортный рефрижератор (ЦФА [АО «Марка»] № 5410)
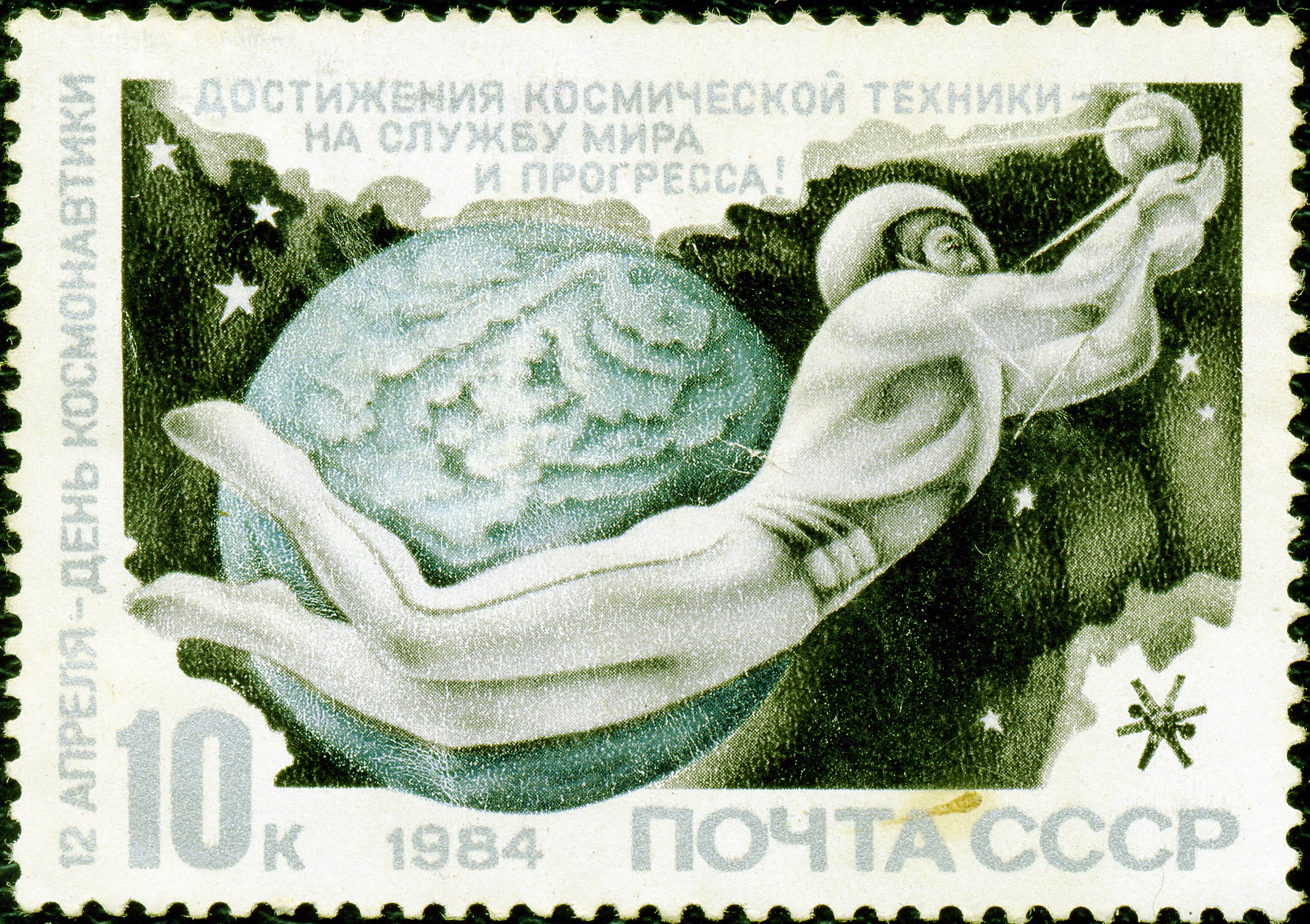
1984: День космонавтики (ЦФА [АО «Марка»] № 5495)
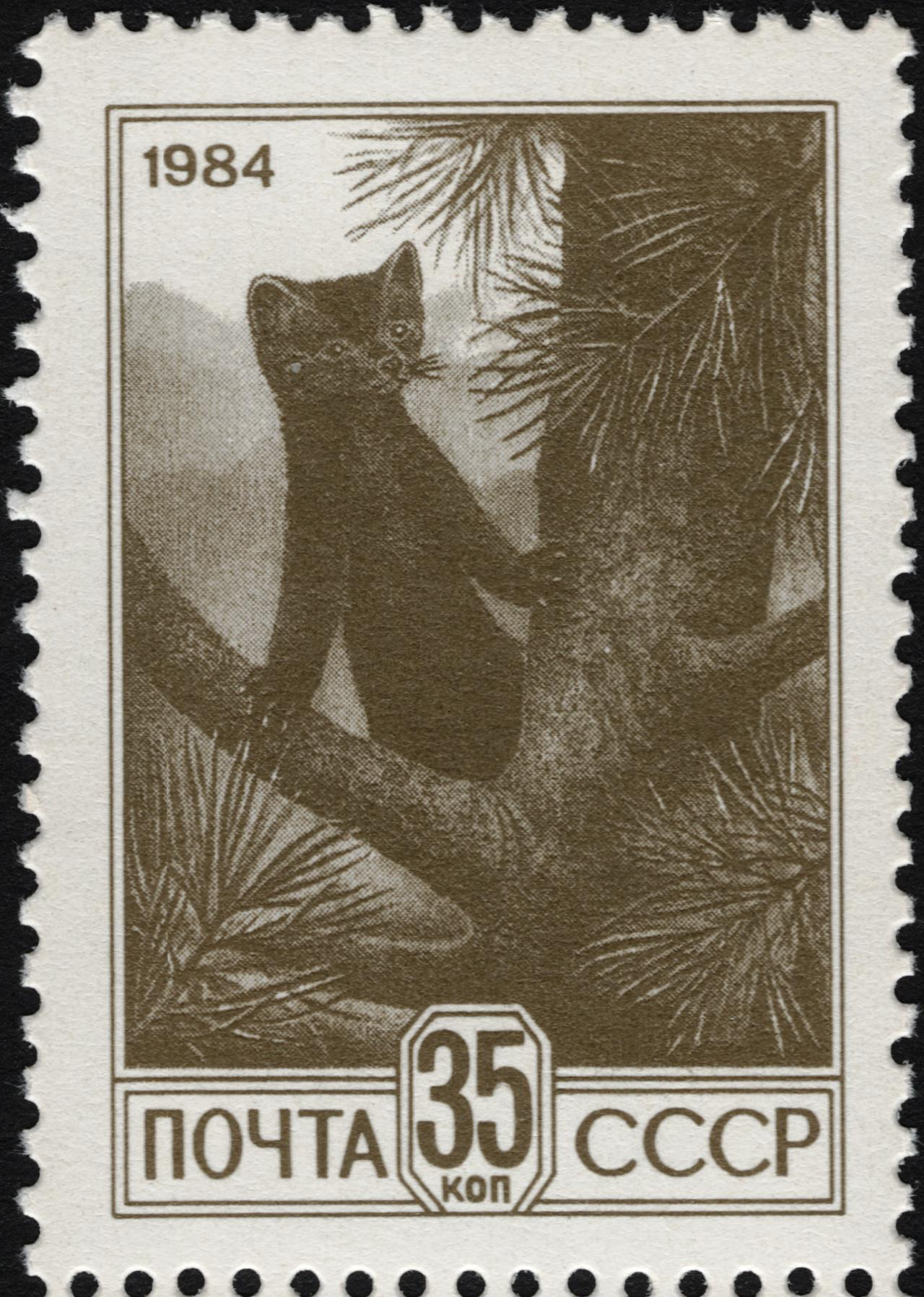
1984: стандартная марка (ЦФА [АО «Марка»] № 5548)
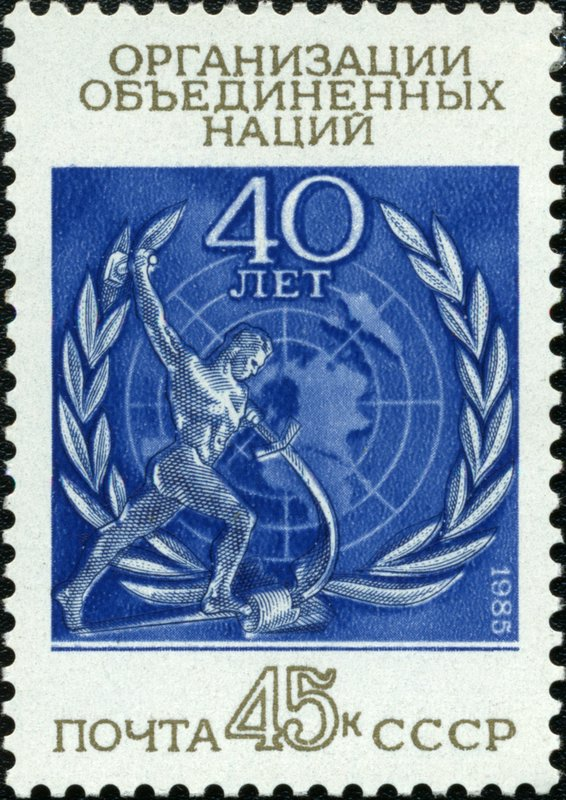
1985: 40 лет ООН (ЦФА [АО «Марка»] № 5647)
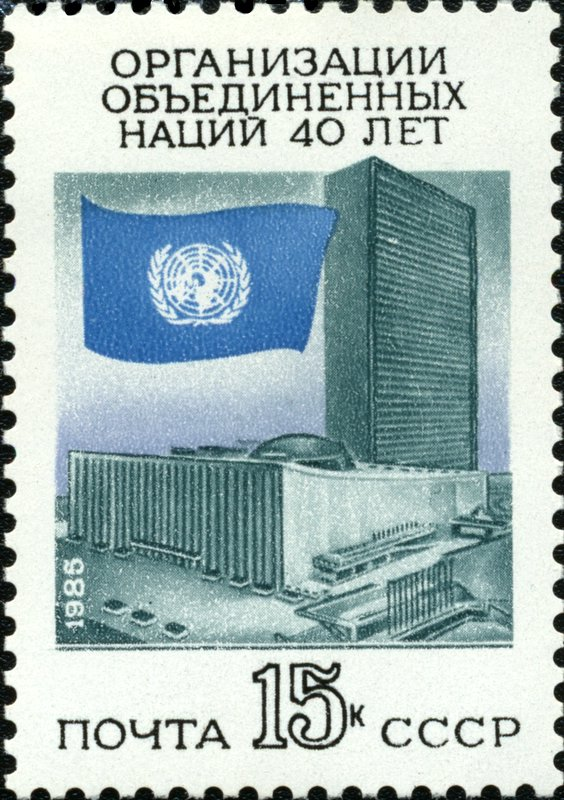
1985: 40 лет ООН (ЦФА [АО «Марка»] № 5673)
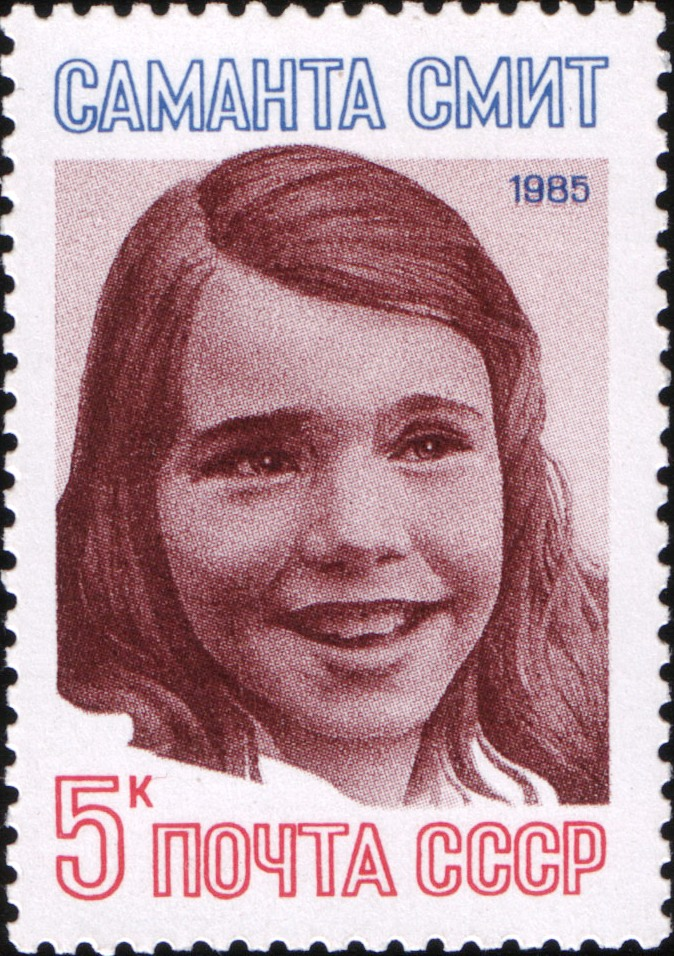
1985: Саманта Смит (ЦФА [АО «Марка»] № 5685)
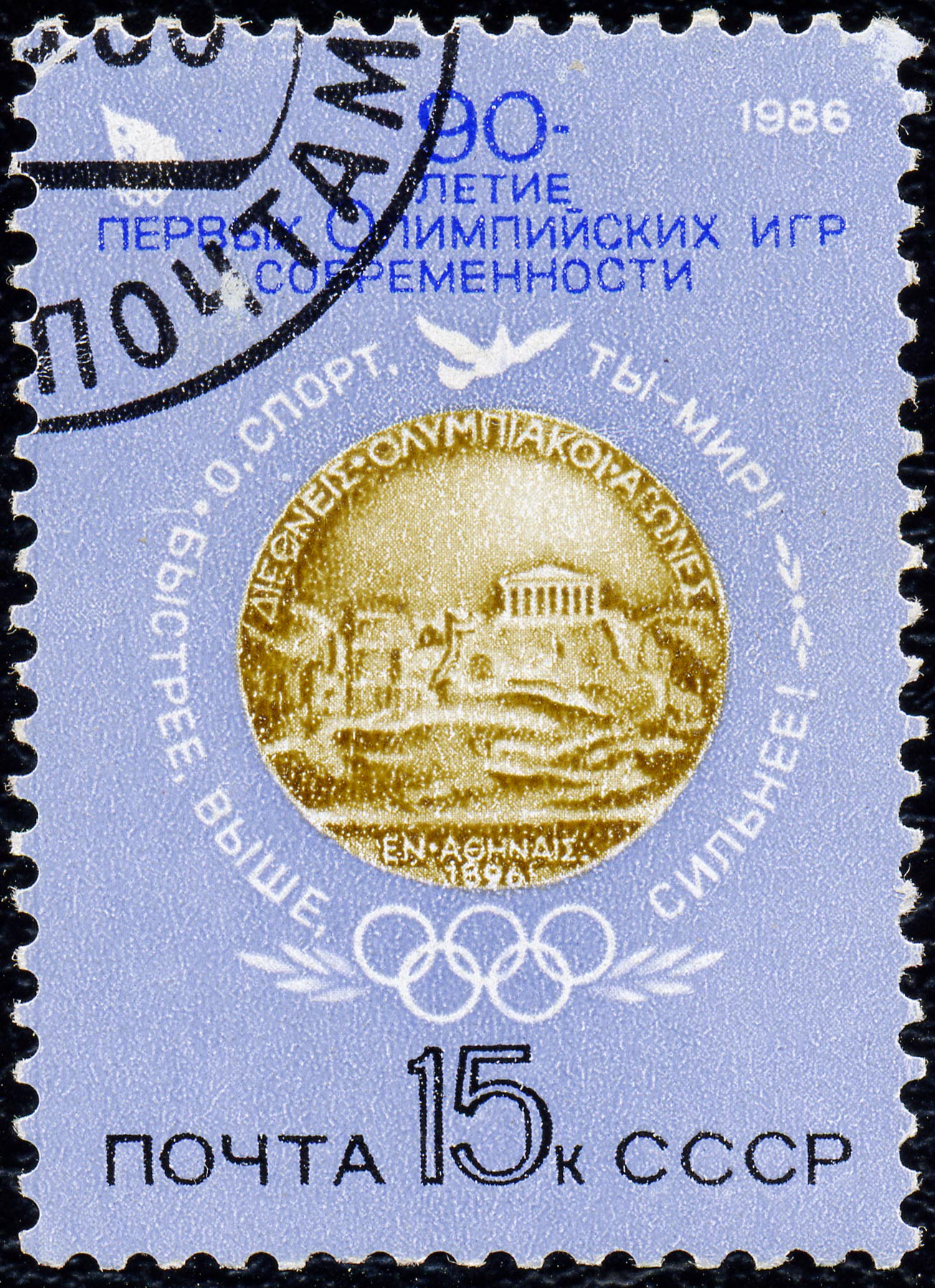
1986: 90-летие I Олимпийских игр (ЦФА [АО «Марка»] № 5693)
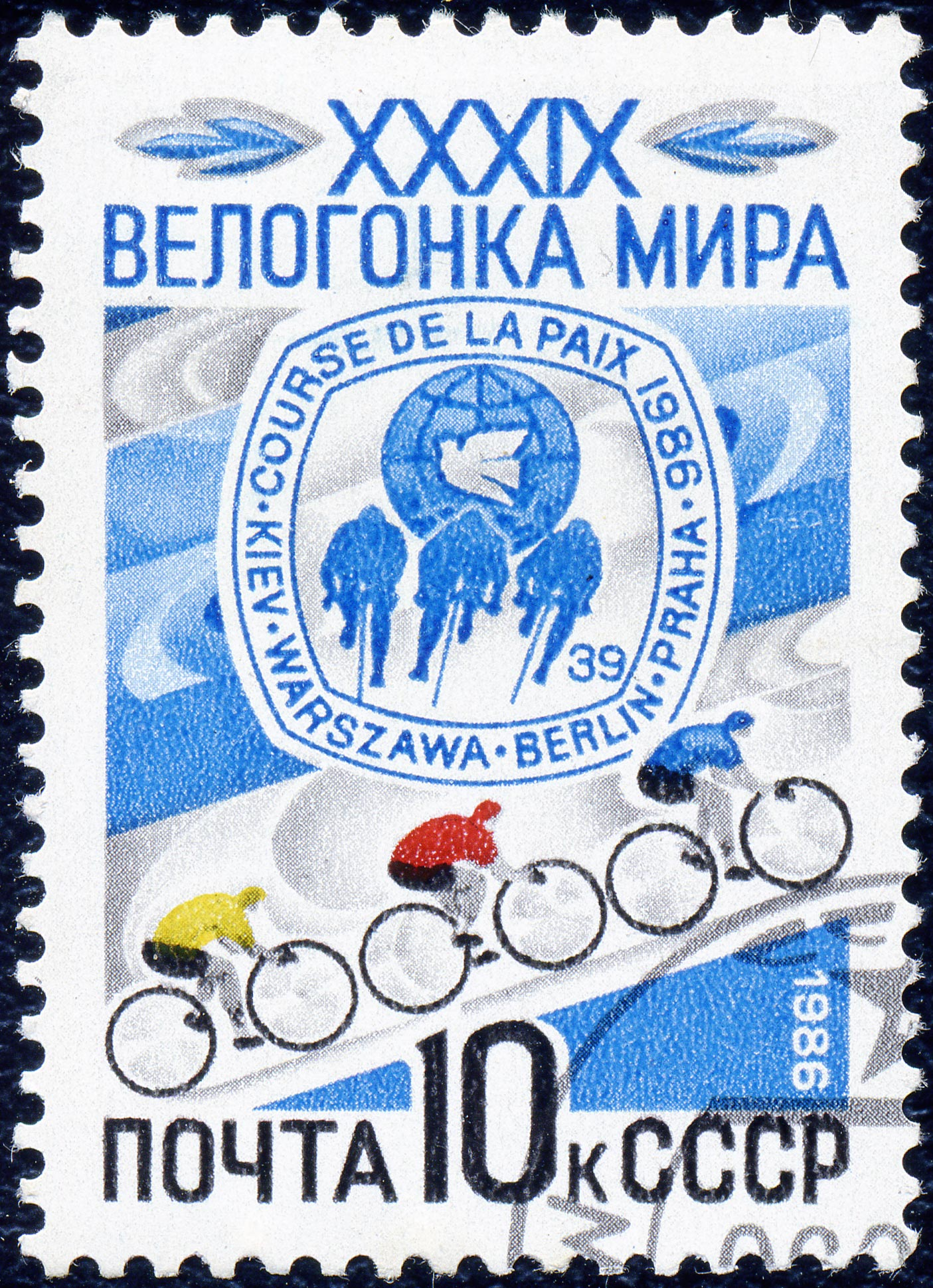
1986: XXXIX Велогонка Мира (ЦФА [АО «Марка»] № 5723)
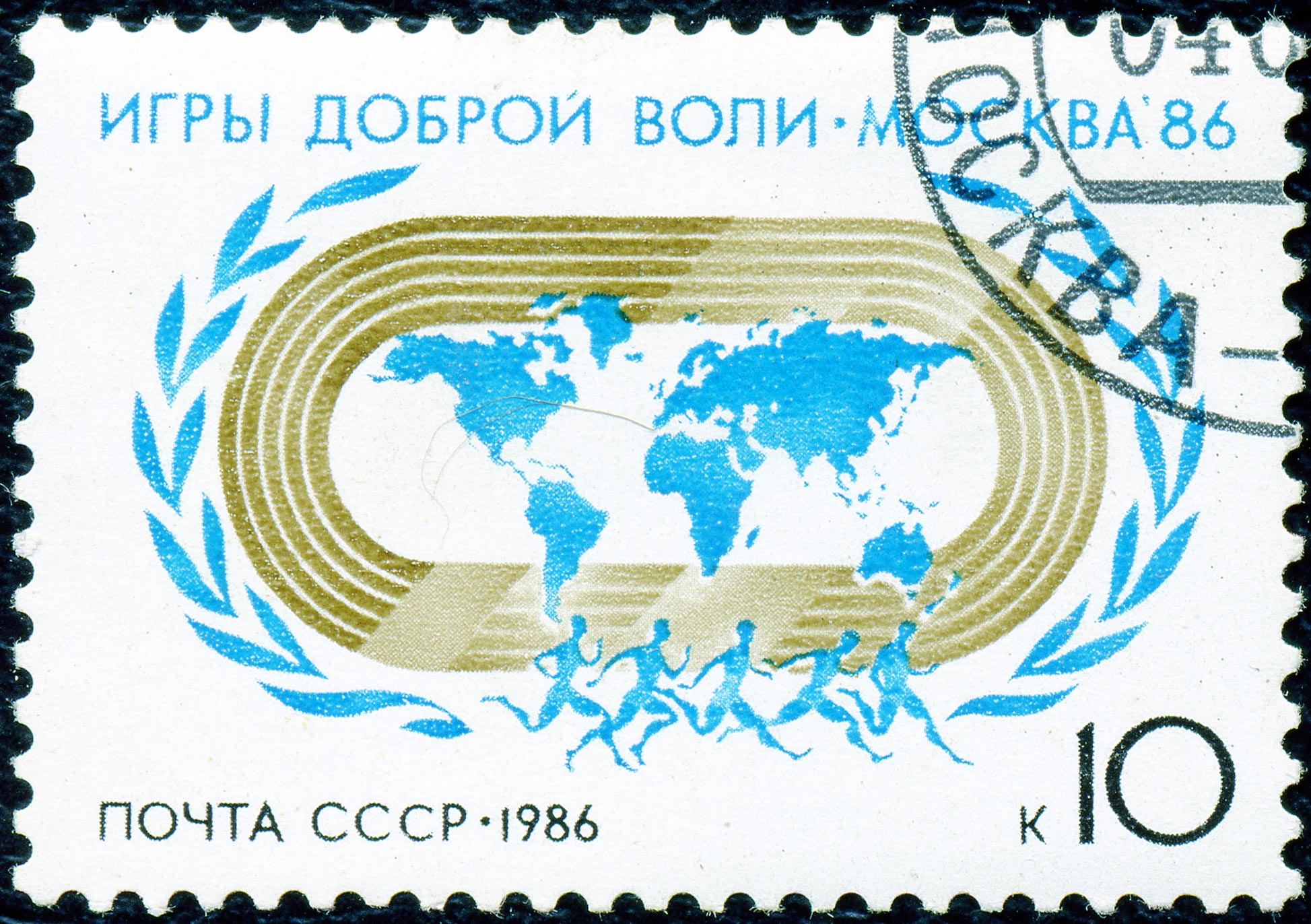
1986: Игры доброй воли (ЦФА [АО «Марка»] № 5743)
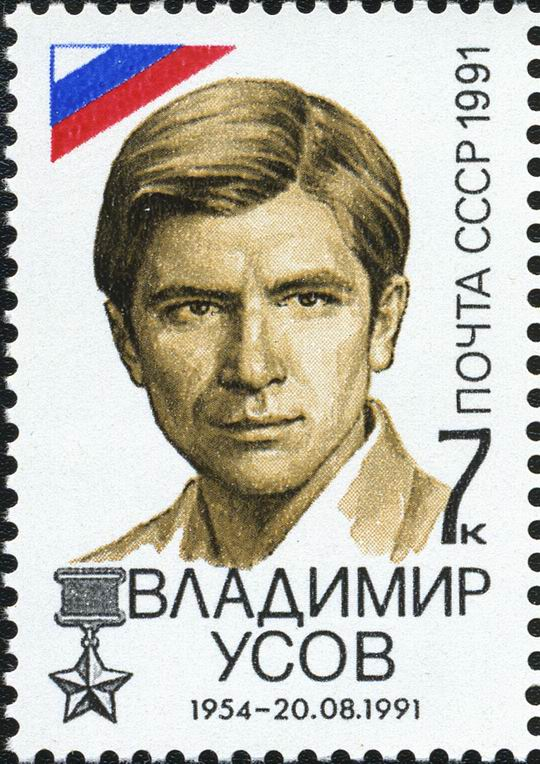
1991: Владимир Усов (ЦФА [АО «Марка»] № 6367)
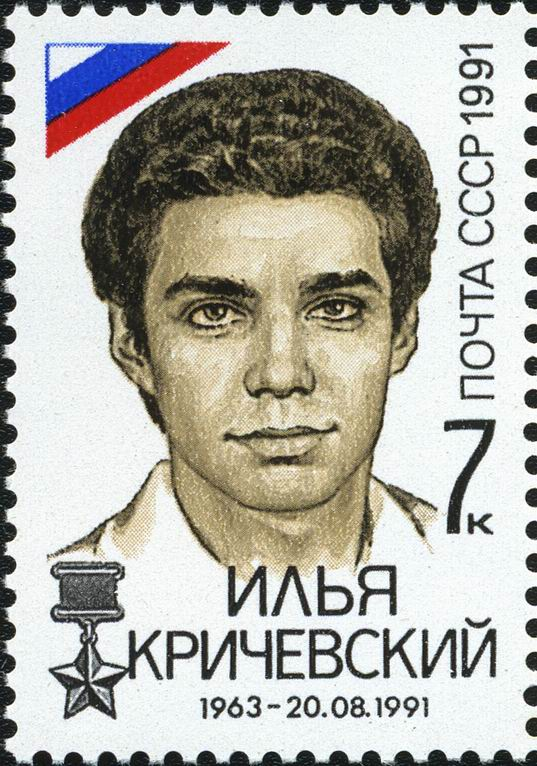
1991: Илья Кричевский (ЦФА [АО «Марка»] № 6368)
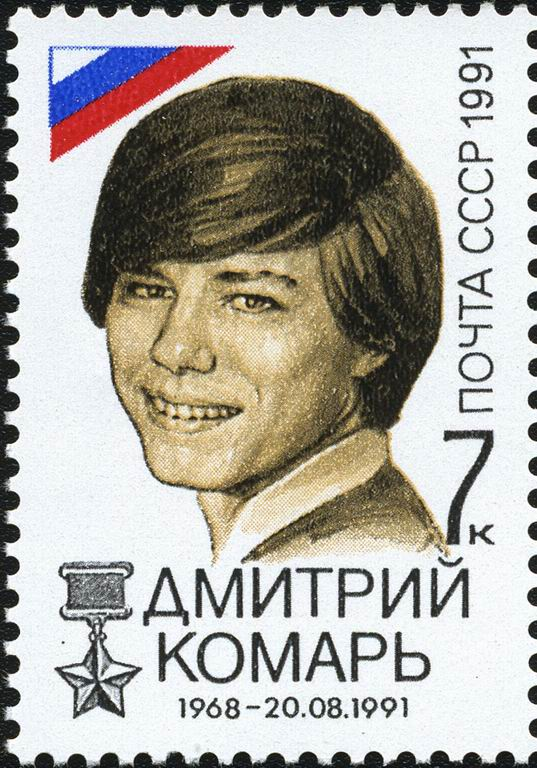
1991: Дмитрий Комарь (ЦФА [АО «Марка»] № 6369)
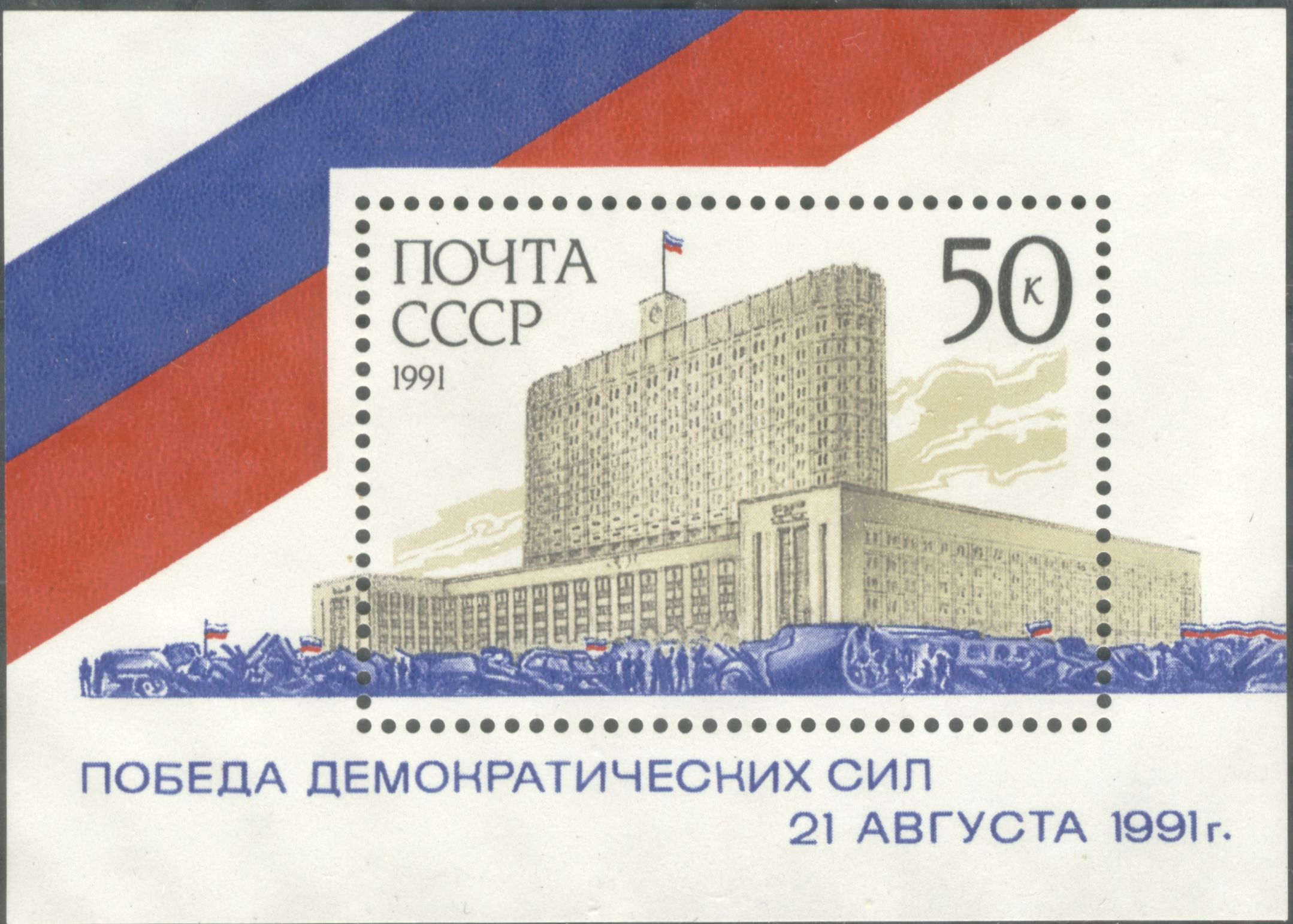
1991: «Победа демократических сил 21 августа 1991 г.» (ЦФА [АО «Марка»] № 6370)

Односторонние почтовые карточки с оригинальной маркой СССР
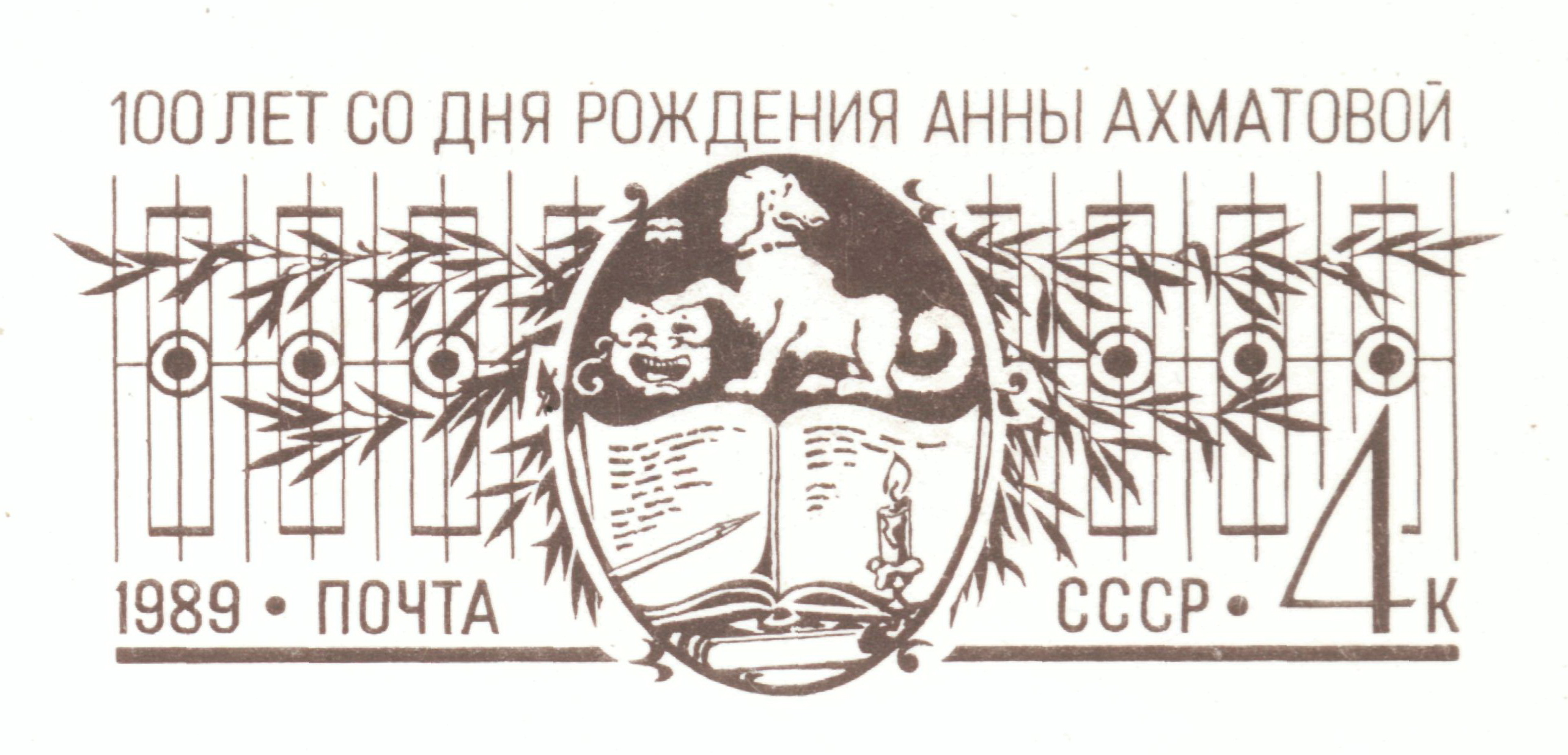
1989: 100 лет со дня рождения Анны Ахматовой (фрагмент)
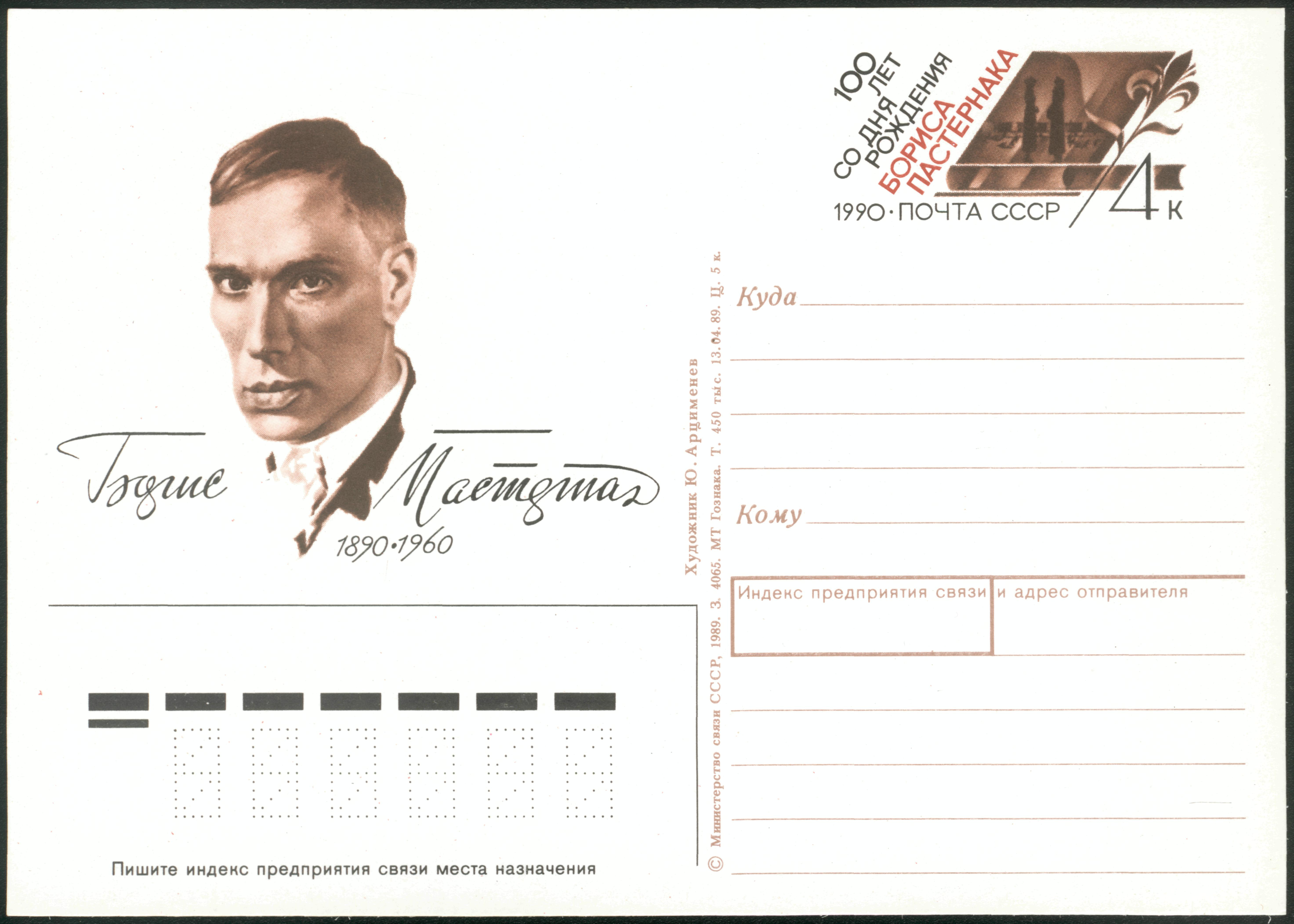
1990: 100 лет со дня рождения Бориса Пастернака
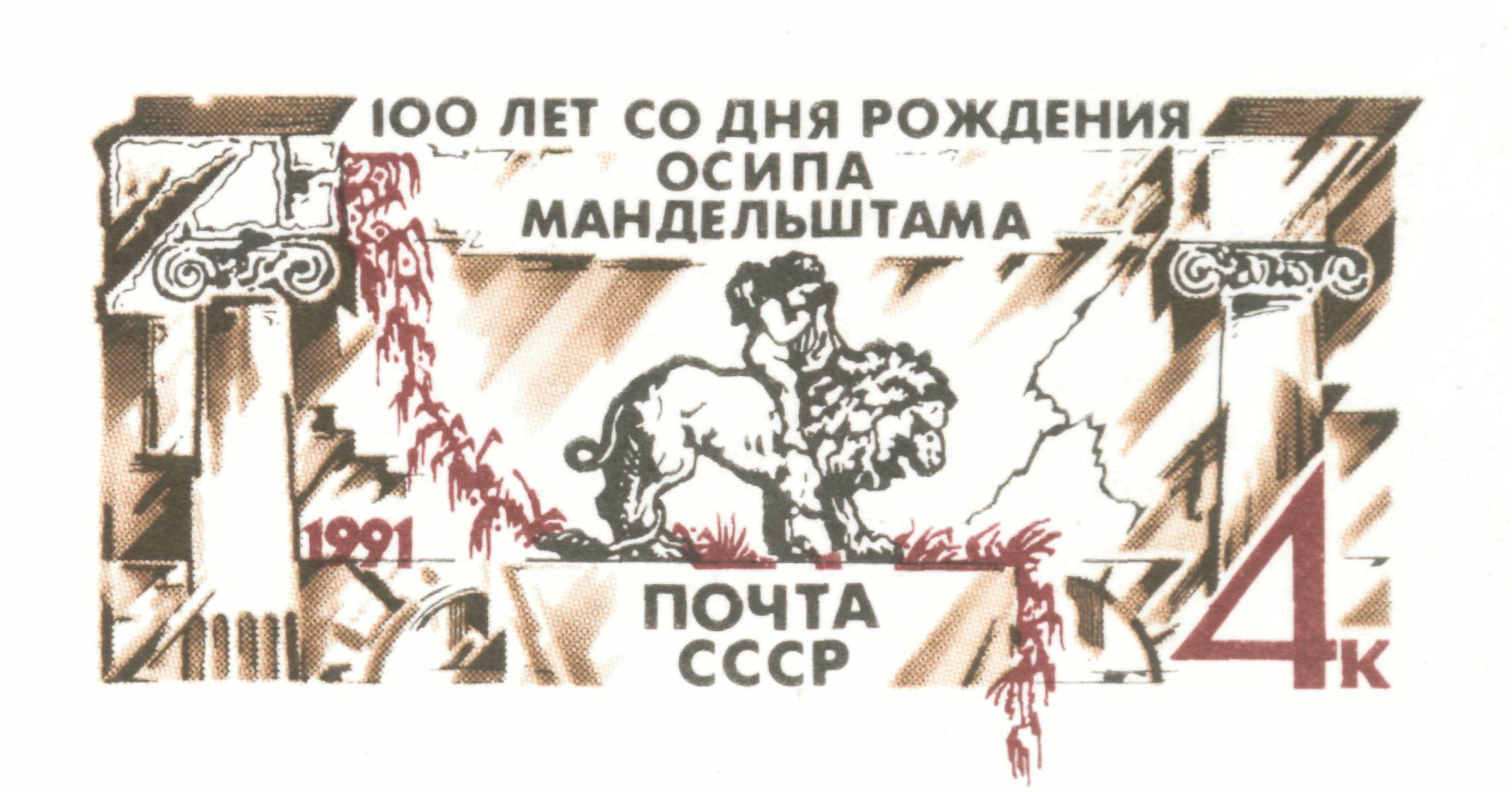
1991: 100 лет со дня рождения Осипа Мандельштама (фрагмент)
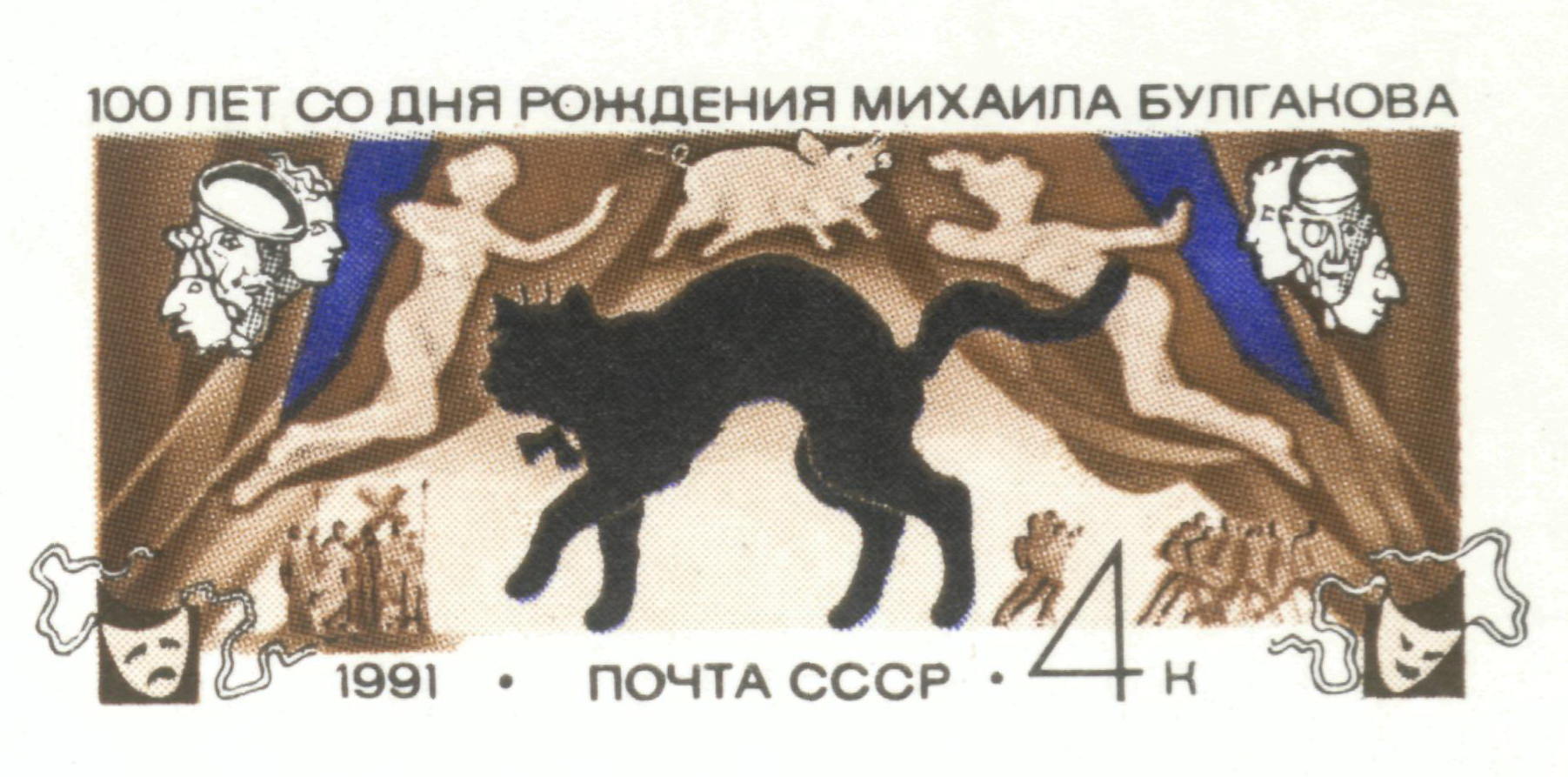
1991: 100 лет со дня рождения Михаила Булгакова (фрагмент)
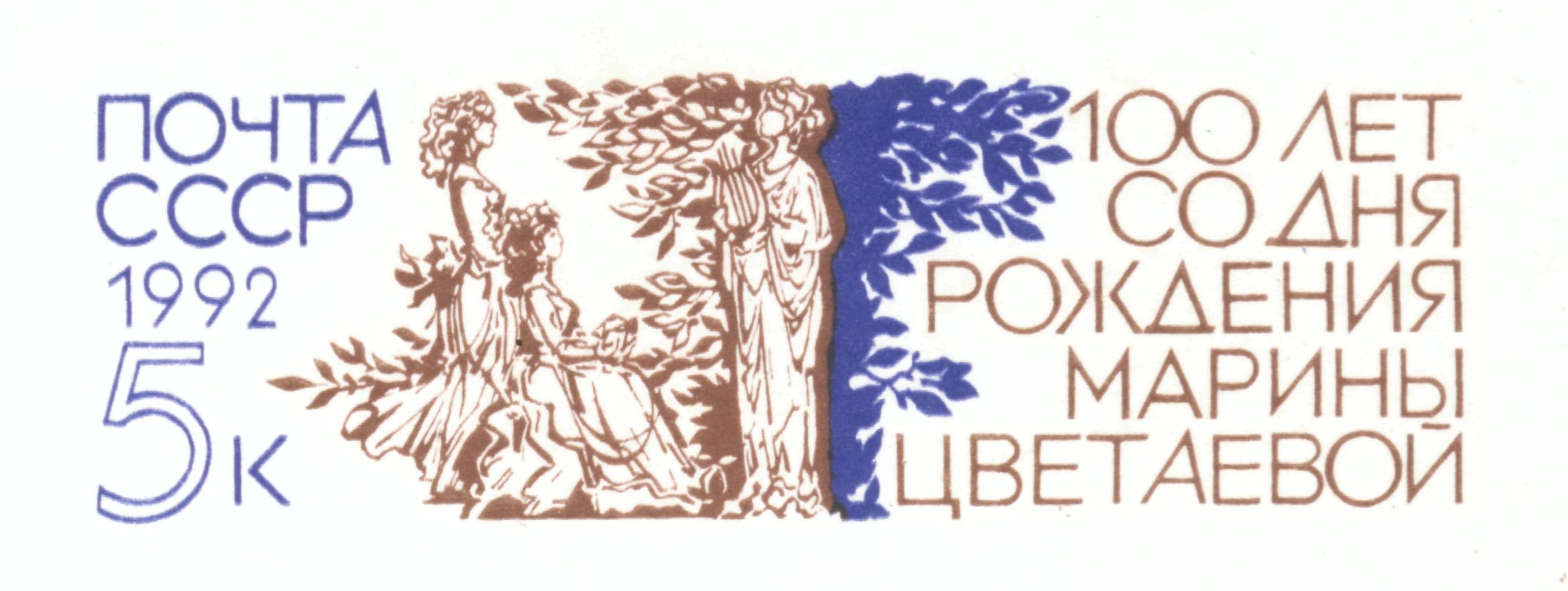
1992: 100 лет со дня рождения Марины Цветаевой (фрагмент)

Юрий Николаевич является создателем первых почтовых марок Российской Федерации, вышедших в свет 10 января 1992 года в честь XVI зимних Олимпийских игр в Альбервиле (ЦФА [АО «Марка»] № 1—3), а также одним из авторов первых стандартных марок Российской Федерации номиналами в 15 копеек, 5, 15, 25, 45, 50, 75, 100, 250 и 500 рублей (ЦФА [АО «Марка»] № 20, 21, 34, 47, 59—62, 68, 69).
Юрий Арцименев является также автором:
- первой марки Киргизии, посвящённой заповеднику Сары-Челек в Джалал-Абадской области (Mi #1; Sc #1);
- одной из первых марок Азербайджана (вышла в обращение с надпечатками), посвящённой природно-ландшафтному заповеднику «Каспийское море» (Mi #II);
- марки Молдавии «Заповедник Кодры» (Mi #4; Sc #25).

Эти марки, в число которых входит также марка России, посвящённая Приокско-Террасному заповеднику (ЦФА [АО «Марка»] #9; Mi #228), по всей видимости, задумывались как общесоюзная серия. Однако, в связи с прекращением существования СССР, эскизы были использованы национальными почтовыми службами.

Почтовые марки серии «Национальные заповедники»
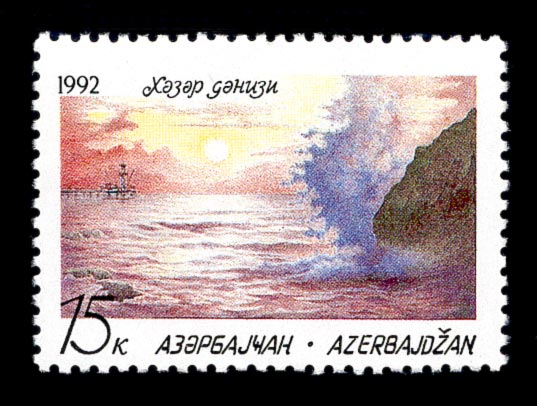
Азербайджан (2 февраля 1992): «Заповедник природно-ландшафтный. Каспийское море» (Mi #II)
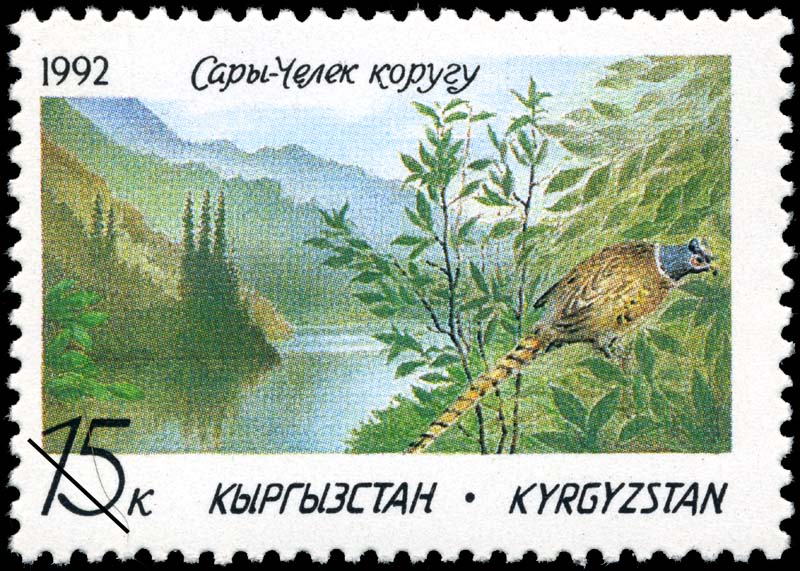
Киргизия: (4 февраля 1992) «Заповедник Сары-Челек» (Mi #1; Sc #1)
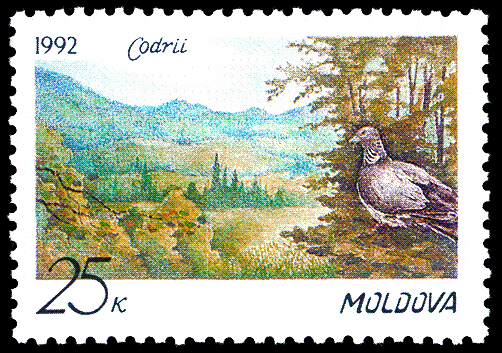
Молдавия (9 февраля 1992): «Заповедник Кодры» (Mi #4; Sc #25)
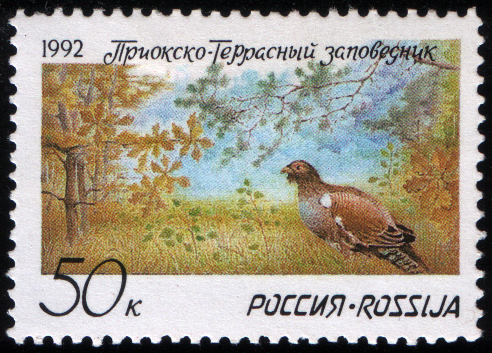
Россия (12 марта 1992): «Приокско-Террасный заповедник» (ЦФА [АО «Марка»] #9; Mi #228)

Мастер почтовой миниатюры и член художественного совета издательства «Марка» Борис Илюхин относит Ю. Н. Арцименева к числу лучших художников-марочников России.